# IRTブロードウェイ-7番街線
IRTブロードウェイ-7番街線（IRTブロードウェイ-7ばんがいせん、英語: IRT Broadway–Seventh Avenue Line）、別称7番街線（7ばんがいせん）またはウェストサイド線（ウェストサイドせん、英語: West Side Line）はニューヨーク市地下鉄の路線。Aディビジョン（インターボロー・ラピッド・トランジット：IRT）の路線の一つであり、ロウアー・マンハッタンのサウス・フェリー駅から北進しブロンクス区リバーデイルのヴァン・コートラント・パーク-242丁目駅へ向かう。なお、チェンバーズ・ストリート駅で本線から分岐して南東方向へ進みクラーク・ストリート・トンネルを通ってダウンタウン・ブルックリンのボロー・ホール駅へ向かうブルックリン支線（英語: Brooklyn Branch）もブロードウェイ-7番街線の一部である。

## 概要
ブルックリン支線の南端は諸説ある。1981年の「最も老朽化した地下鉄駅」 ("most deteriorated subway stations") 一覧では、MTAはボロー・ホール駅とクラーク・ストリート駅をIRTニューロッツ線の一部として記載している。しかし2007年時点で、非常口のサインではボロー・ホール駅はIRTブロードウェイ-7番街線の駅とされており、ボロー・ホール駅の2部分はブロードウェイ-7番街線およびIRTイースタン・パークウェイ線となると示されている。距離標に示されている路線記号の「K」（クラーク・ストリート・トンネル）と「M」（ジョレールモン・ストリート・トンネル）はボロー・ホール駅で合流し「E」（イースタン・パークウェイ線）となる。
この路線はマンハッタンの西側に沿って走るため、IRTウェストサイド線としても知られる。42丁目以北の部分はニューヨークで最初の地下鉄の一部として建設された。リンカーン・センターやコロンビア大学、ニューヨーク市立大学シティカレッジなどの場所へのアクセスを便利にしている。
IRTブロードウェイ-7番街線を経由する運転系統は、地下鉄の標識や出版物においてトマトレッドで彩色されている。この路線には1系統・2系統・3系統が走っており、運行区間についてみると同線の大部分で重なっている。以前は、1系統の列車は9系統（2005年5月27日以降廃止）と連携して千鳥運転（skip-stop service、1系統と9系統の列車で小駅への停車を分担することで、一部の駅を通過して所要時間を短縮する）として運行していた。1994年以降、この千鳥運転はアッパー・マンハッタンにラッシュ時のみ存在していたが2005年に廃止された。
96丁目駅以北の区間の大半に存在する現在未使用の線路（1本）はこれまでに、少なくとも96丁目駅-137丁目駅間でラッシュ時に混雑方向にのみ停車する急行（peak direction express service）が使用したことがある。現在、この中央の線路は保線工事によるルート変更時のみに使用される。
また、同線はマンハッタンで唯一高架駅を有する路線である。

### クラーク・ストリート・トンネル

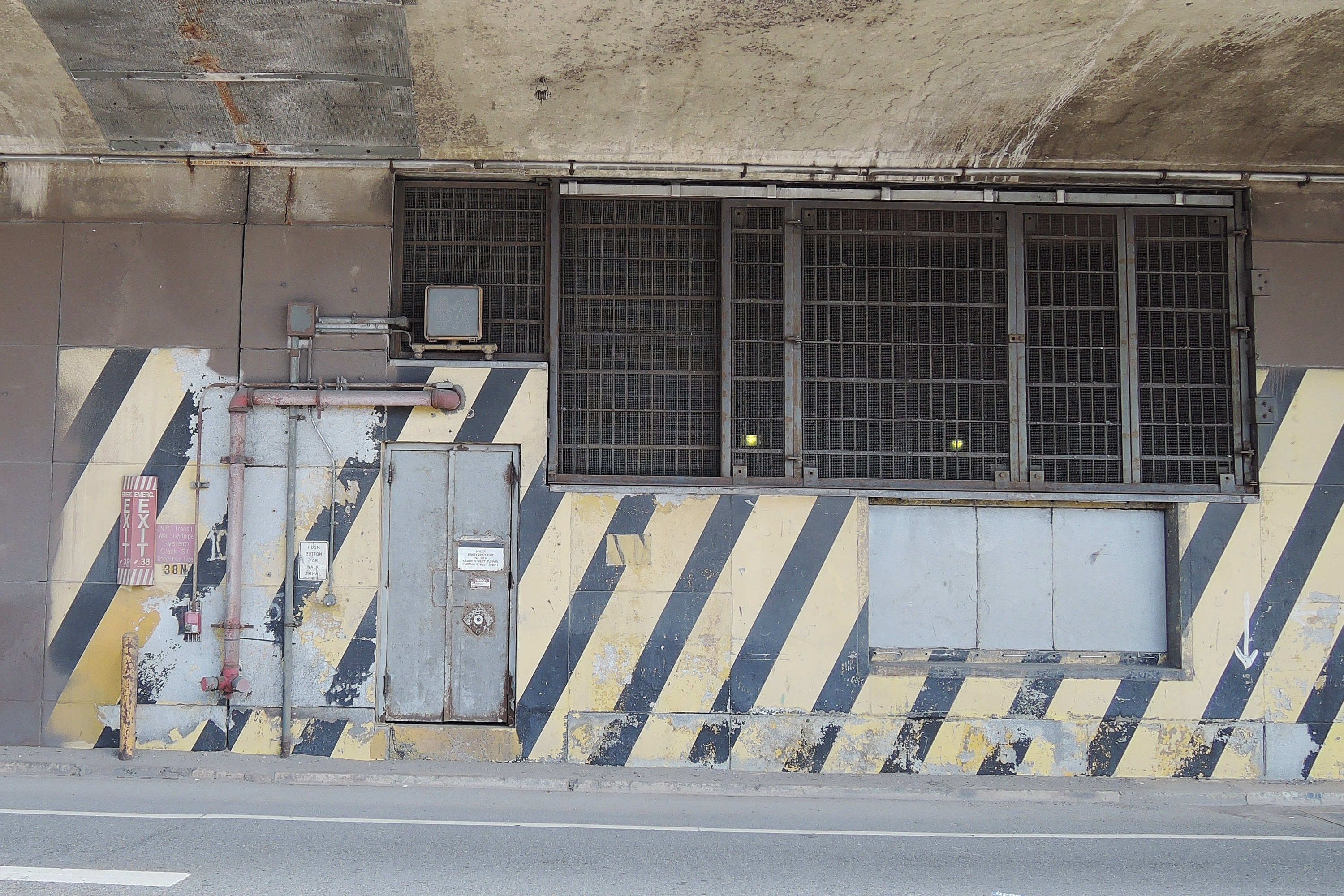
ブルックリン区ファーマン・ストリートにある非常口

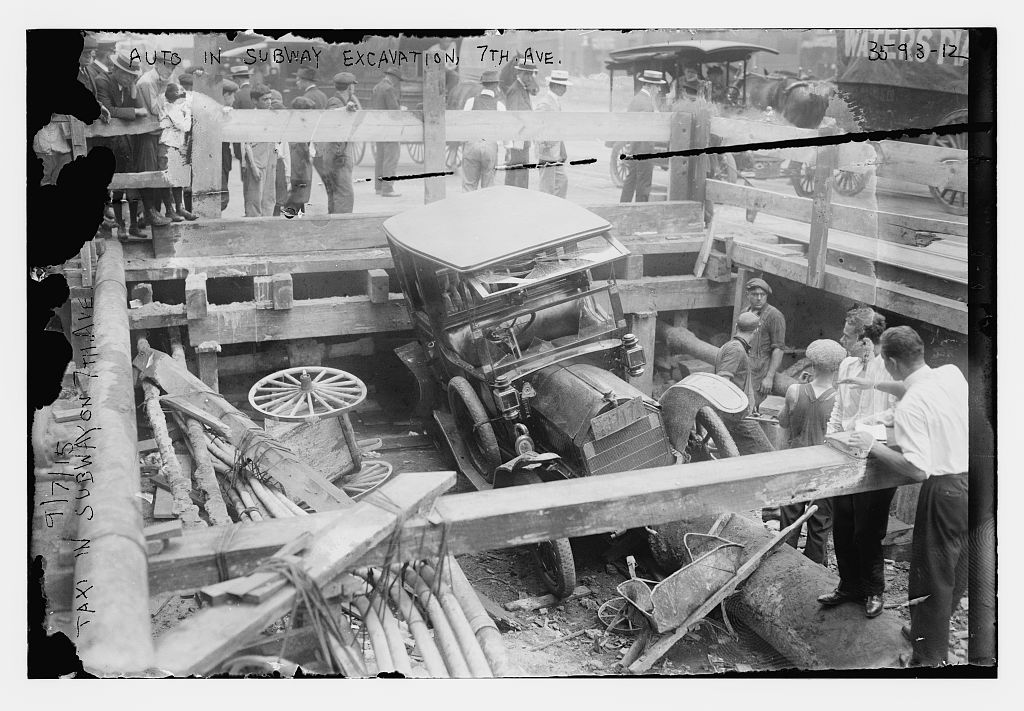
1915年の7番街地下鉄崩壊の様子。車がトンネルに落下している。

クラーク・ストリート・トンネル（英語: Clark Street Tunnel）はイースト川の下にあり、マンハッタン区とブルックリン区を結ぶトンネルである。2系統及び3系統が通っている。このトンネルは1919年4月15日（火曜日）に営業列車 (revenue service) 用に開通し、これによりジョレールモン・ストリート・トンネルの混雑が緩和され、乗客が直線ルートでブルックリンとマンハッタンの西側の間を移動できるようになった。全長は約5,900フィート（約1,770メートル）であり、このうち水面下にある部分は約3,100フィート（約930メートル）である。
トンネルの建設工事は1914年10月12日に開始され、シールド工法と圧気工法を併用して建設された。トンネルは後にホランド・トンネルの最初のチーフエンジニアとなる土木技師のクリフォード・ミルバーン・ホランドにより設計された。北側のトンネルは1916年11月28日に貫通した。
1990年12月28日、クラーク・ストリート・トンネルでの電気火災により乗客が30分以上にわたって地下鉄の列車に閉じ込められ、乗客のうち2人が死亡し149人が負傷した。

## 歴史
1904年と1908年の間に最初の地下鉄が開業した時、主要な運行形態の1つに現在のIRTレキシントン・アベニュー線、42丁目シャトル、IRTブロードウェイ-7番街線を経由してロウアー・マンハッタンとヴァン・コートラント・パークを結ぶウェストサイド支線があった。各駅停車と急行列車のどちらも運行され、急行列車は96丁目駅以南の急行線を使用していた。一部の急行列車はラッシュ時にはブルックリンのアトランティック・アベニュー駅を通っており、それ以外の全列車はシティ・ホール駅かサウス・フェリー駅で方向転換していた。
1915年9月22日、23丁目と25丁目の間での駅建設工事中に爆発が起き、トンネルが崩壊した。
1917年6月3日、ブロードウェイ-7番街線タイムズ・スクエア-42丁目駅以南で初めて42丁目駅と34丁目-ペン・ステーション駅を結ぶシャトル列車の運行が開始された。このシャトル列車は1918年7月1日にサウス・フェリー駅まで南延され、同日チェンバーズ・ストリート駅とウォール・ストリート駅を結んでいたブルックリン支線を走行するシャトル列車も運行を開始した。最終的には1918年8月1日に「H」字の路線網が完成し、ブロードウェイ-7番街線の2区間が接続され全てのウェストサイド線の列車がタイムズ・スクエア駅以南に向かうようになった。
緩行線はサウス・フェリー駅まで続いていたが、ブルックリン支線が使用するウォール・ストリート駅へ向かう急行線は1919年4月15日にクラーク・ストリート・トンネルを通ってブルックリンのアトランティック・アベニュー駅まで延伸された。その数年後にイースタン・パークウェイ線の延伸線とノストランド・アベニュー線、ニューロッツ線の連絡線が開通し、最終的にウェストサイド線の列車はフラットブッシュ・アベニュー駅かニューロッツ・アベニュー駅まで走行した。
1959年2月6日、1系統はウェストサイド線の各駅停車となった。以前は、1系統の列車はウェストサイド線の急行線を走行してブルックリンに向かっており、3系統はサウス・フェリー駅への各駅停車であった。これ以来、1系統の運行区間に変化はない。
1989年8月21日、1系統及び9系統の日中運行の千鳥運転方式の列車が運行を開始した。千鳥運転方式の列車は137丁目-シティ・カレッジ駅以北で運行された。
1994年、日中運行の千鳥運転が廃止された。この時までに、1系統の列車はマーブル・ヒル-225丁目駅、207丁目駅、145丁目駅を通過するのみであり、9系統の列車は238丁目駅、215丁目駅、ダイクマン・ストリート駅、157丁目駅を通過するのみであった。
アメリカ同時多発テロ事件以降、ワールド・トレード・センター・サイトのすぐ下を通っていたIRTブロードウェイ-7番街線がツイン・タワーの崩壊により深刻な損傷を受けたため、1系統の経路変更をすることになった。同系統は242丁目駅と14丁目駅の間でのみ運行し、96丁目駅以北は各駅停車として、96丁目駅以南は急行として運行された。この時、9系統の列車と千鳥運転は運行を中止した。
96丁目駅のポイント切換に手間取ったものの、9月19日に経路変更が行われた。1系統は3系統からブルックリン区内の運行を引き継いで242丁目駅からクラーク・ストリート・トンネルおよびIRTイースタン・パークウェイ線経由でニューロッツ・アベニュー駅までの各駅停車として運転された。一方3系統はマンハッタン区内のハーレム148丁目駅 - 14丁目駅（深夜帯以外）/チェンバーズ・ストリート駅（深夜帯）間で急行運転を行うことになった。2002年9月15日、1系統は元通りサウス・フェリー駅行きになり、9系統の列車と千鳥急行が再開された。
2005年5月27日、9系統と千鳥急行が廃止された。
2009年3月16日、サウス・フェリー・ループス駅の廃止に伴い同駅に停車する1系統の各駅停車の経路変更が行われ、新しいサウス・フェリー駅（終点）が開業した。これはIND63丁目線の駅が開業した1989年以降に開業した最初の新駅であった。サウス・フェリー駅にあった2つのループ線はどちらも現在でも途中駅で折り返す列車（ブルックリンへ向かわない5系統など）のために使用されているが、プラットホームは客扱いをしなくなった。このループ駅は、2009年に建設された駅がハリケーン・サンディによる被害を受けたため2013年4月に再開され、新駅が営業を再開した2017年6月27日に再度閉鎖された。

## 運行区間と運転系統
以下の運転系統はブロードウェイ-7番街線の一部または全てを経由している。なお、運転系統を示す系統標識（bullet）の色はトマトレッドである。
|                | 時間帯   | 時間帯   | 運行区間                                                                                          |
| 深夜を除く終日 | 深夜     |          | 運行区間                                                                                          |
| -------------- | -------- | -------- | ------------------------------------------------------------------------------------------------- |
|                | 各駅停車 | 各駅停車 | サウス・フェリー駅までの全線                                                                      |
|                | 急行     | 各駅停車 | 96丁目駅の南からボロー・ホール駅まで                                                              |
|                | 急行     | 急行     | 96丁目駅の南からボロー・ホール駅まで（深夜を除く全て） 96丁目駅とタイムズ・スクエア駅の間（深夜） |

## 駅一覧
| 凡例                                    | 凡例                         |
| --------------------------------------- | ---------------------------- |
| Stops all times                         | 終日停車                     |
| Stops all times except late nights      | 深夜を除き終日停車           |
| Stops late nights only                  | 深夜のみ停車                 |
| Stops weekdays only                     | 平日のみ停車                 |
| Stops rush hours only                   | ラッシュ時のみ停車           |
| Stops rush hours in peak direction only | ラッシュ時の混雑方向のみ停車 |
| 時間帯詳細                              |                              |

| 所在する地区 （おおよそ）                          | バリアフリー・アクセス                                                   | 駅名                                                          | 線路   | 運行系統 | 開業           | 接続・備考 |
| -------------------------------------------------- | ------------------------------------------------------------------------ | ------------------------------------------------------------- | ------ | -------- | -------------- | --- |
| リバーデイル                                       |                                                                          | ヴァン・コートラント・パーク-242丁目駅                        |        | 1        | 1908年8月1日   | |
| 中央の急行線が開始（定期運行なし）                 |                                                                          |                                                               |        |          |                | |
| 240丁目車両基地への連絡線                          |                                                                          |                                                               |        |          |                | |
| キングスブリッジおよびリバーデイル                 |                                                                          | 238丁目駅                                                     | 緩行線 | 1        | 1908年8月1日   | |
| キングスブリッジおよびリバーデイル                 | バリアフリー・アクセス                                                   | 231丁目駅                                                     | 緩行線 | 1        | 1907年1月27日  | |
| マーブル・ヒル                                     |                                                                          | マーブル・ヒル-225丁目駅                                      | 緩行線 | 1        | 1907年1月14日  | メトロノース鉄道（ハドソン線マーブル・ヒル駅）と接続 |
| ブロードウェイ橋                                   |                                                                          |                                                               |        |          |                | |
| インウッド                                         |                                                                          | 215丁目駅                                                     | 緩行線 | 1        | 1906年3月12日  | |
| インウッド                                         | 207丁目車両基地への連絡線                                                |                                                               |        |          |                | |
| インウッド                                         |                                                                          | 207丁目駅                                                     | 緩行線 | 1        | 1906年3月16日  | Bx12 セレクト・バス・サービス |
| インウッド                                         | 中央の急行線が終了                                                       |                                                               |        |          |                | |
| インウッド                                         | バリアフリー・アクセス                                                   | ダイクマン・ストリート駅                                      |        | 1        | 1906年3月12日  | 南行き方面のみADAに準拠 |
| ワシントンハイツ                                   |                                                                          | 191丁目駅                                                     |        | 1        | 1911年1月14日  | |
| ワシントンハイツ                                   |                                                                          | 181丁目駅                                                     |        | 1        | 1906年3月16日  | |
| ワシントンハイツ                                   |                                                                          | 168丁目駅                                                     |        | 1        | 1906年4月14日  | IND8番街線 (A C ) |
| ワシントンハイツ                                   |                                                                          | 157丁目駅                                                     |        | 1        | 1904年11月12日 | |
| 中央の急行線が開始（定期運行なし）                 |                                                                          |                                                               |        |          |                | |
| ハーレム                                           |                                                                          | 145丁目駅                                                     | 緩行線 | 1        | 1904年10月27日 | |
| ハーレム                                           | 137丁目車両基地の線路が本線を囲む                                        |                                                               |        |          |                | |
| ハーレム                                           |                                                                          | 137丁目-シティ・カレッジ駅                                    | 緩行線 | 1        | 1904年10月27日 | |
| ハーレム                                           |                                                                          | 125丁目駅                                                     | 緩行線 | 1        | 1904年10月27日 | |
| モーニングサイド・ハイツ                           |                                                                          | 116丁目-コロンビア大学駅                                      | 緩行線 | 1        | 1904年10月27日 | M60 セレクト・バス・サービス（ラガーディア空港行き） |
| モーニングサイド・ハイツ                           |                                                                          | カテドラル・パークウェイ-110丁目駅                            | 緩行線 | 1        | 1904年10月27日 | |
| アッパー・ウェスト・サイド                         |                                                                          | 103丁目駅                                                     | 緩行線 | 1        | 1904年10月27日 | |
| アッパー・ウェスト・サイド                         | 中央の急行線が終了                                                       |                                                               |        |          |                | |
| アッパー・ウェスト・サイド                         | IRTレノックス・アベニュー線が急行線として接続 (2 3 )                     |                                                               |        |          |                | |
| アッパー・ウェスト・サイド                         | バリアフリー・アクセス                                                   | 96丁目駅                                                      | 全て   | 1 2 3    | 1904年10月27日 | |
| アッパー・ウェスト・サイド                         |                                                                          | 91丁目駅                                                      | 緩行線 |          | 1904年10月27日 | 1959年2月2日閉鎖 |
| アッパー・ウェスト・サイド                         |                                                                          | 86丁目駅                                                      | 緩行線 | 1 2      | 1904年10月27日 | |
| アッパー・ウェスト・サイド                         |                                                                          | 79丁目駅                                                      | 緩行線 | 1 2      | 1904年10月27日 | |
| アッパー・ウェスト・サイド                         | バリアフリー・アクセス                                                   | 72丁目駅                                                      | 全て   | 1 2 3    | 1904年10月27日 | |
| アッパー・ウェスト・サイド                         | バリアフリー・アクセス                                                   | 66丁目-リンカーン・センター駅                                 | 緩行線 | 1 2      | 1904年10月27日 | |
| ミッドタウン                                       | バリアフリー・アクセス                                                   | 59丁目-コロンバス・サークル駅                                 | 緩行線 | 1 2      | 1904年10月27日 | IND8番街線 (A B C D ) |
| ミッドタウン                                       |                                                                          | 50丁目駅                                                      | 緩行線 | 1 2      | 1904年10月27日 | |
| ミッドタウン                                       | 42丁目シャトルへ向かう北行緩行線と合流（定期運行なし）                   |                                                               |        |          |                | |
| ミッドタウン                                       | バリアフリー・アクセス                                                   | タイムズ・スクエア-42丁目駅                                   | 全て   | 1 2 3    | 1917年6月3日   | IRTフラッシング線 (7 ) IND8番街線 (A C E ) 42丁目-ポート・オーソリティ・バスターミナル駅 BMTブロードウェイ線 (N Q R W ) 42丁目シャトル (S ) ポート・オーソリティ・バスターミナル      |
| ミッドタウン                                       | バリアフリー・アクセス                                                   | 34丁目-ペン・ステーション駅                                   | 全て   | 1 2 3    | 1917年6月3日   | ペンシルベニア駅でアムトラック、ロングアイランド鉄道、NJトランジットと接続 M34 / M34A セレクト・バス・サービス                                                                        |
| チェルシー                                         |                                                                          | 28丁目駅                                                      | 緩行線 | 1 2      | 1918年7月1日   | |
| チェルシー                                         |                                                                          | 23丁目駅                                                      | 緩行線 | 1 2      | 1918年7月1日   | |
| チェルシー                                         |                                                                          | 18丁目駅                                                      | 緩行線 | 1 2      | 1918年7月1日   | |
| チェルシー                                         |                                                                          | 14丁目駅                                                      | 全て   | 1 2 3    | 1918年7月1日   | IND6番街線 (F <F> M ) 14丁目駅 BMTカナーシー線 (L ) 6番街駅 PATH14丁目駅と接続 |
| グリニッジ・ヴィレッジ                             |                                                                          | クリストファー・ストリート-ストーンウォール駅                 | 緩行線 | 1 2      | 1918年7月1日   | パストレイン クリストファー・ストリート駅と接続 |
| グリニッジ・ヴィレッジ                             |                                                                          | ハウストン・ストリート駅                                      | 緩行線 | 1 2      | 1918年7月1日   | |
| トライベッカ                                       |                                                                          | キャナル・ストリート駅                                        | 緩行線 | 1 2      | 1918年7月1日   | |
| トライベッカ                                       |                                                                          | フランクリン・ストリート駅                                    | 緩行線 | 1 2      | 1918年7月1日   | |
| フィナンシャル・ディストリクト                     | バリアフリー・アクセス                                                   | チェンバーズ・ストリート駅                                    | 全て   | 1 2 3    | 1918年7月1日   | |
| フィナンシャル・ディストリクト                     | 急行線がブルックリン支線へ向けて分岐 (2 3 )、緩行線は本線として続く (1 ) |                                                               |        |          |                | |
| フィナンシャル・ディストリクト                     |                                                                          | WTCコートランド駅                                             | 緩行線 |          | 1918年7月1日   | 2001年9月11日から2018年9月8日までは営業休止 パストレイン ワールド・トレード・センター駅と接続                                                                                         |
| フィナンシャル・ディストリクト                     |                                                                          | レクター・ストリート駅                                        | 緩行線 | 1        | 1918年7月1日   | |
| フィナンシャル・ディストリクト                     | サウス・フェリー・ループス駅で本線と外側のループが分離                   |                                                               |        |          |                | |
| フィナンシャル・ディストリクト                     |                                                                          | サウス・フェリー・ループス駅 （ループ線にあるプラットホーム） |        |          | 1918年7月1日   | 新駅建設により2009年3月16日閉鎖 新駅の被災に伴い2013年4月4日から1系統の終点として営業再開 新駅の営業再開に伴い2017年6月27日に再度閉鎖                                                 |
| フィナンシャル・ディストリクト                     | バリアフリー・アクセス                                                   | サウス・フェリー駅 （新しいプラットホーム）                   | 緩行線 | 1        | 2009年3月16日  | ハリケーン・サンディによる被害により2012年11月に閉鎖、2017年6月27日営業再開 BMTブロードウェイ線 (N R W ) M15 セレクト・バス・サービス サウス・フェリーでスタテン島フェリー            |
| 本線が終了 (1 )                                    |                                                                          |                                                               |        |          |                | |
|                                                    |                                                                          |                                                               |        |          |                | |
| ブルックリン支線 (2 3 )                            |                                                                          |                                                               |        |          |                | |
| フィナンシャル・ディストリクト                     |                                                                          | パーク・プレイス駅                                            | 急行線 | 2 3      | 1918年7月1日   | IND8番街線 (A C ) チェンバーズ・ストリート駅 IND8番街線 (E ) ワールド・トレード・センター駅 パストレイン ワールド・トレード・センター駅と接続                                         |
| フィナンシャル・ディストリクト                     |                                                                          | フルトン・ストリート駅                                        | 急行線 | 2 3      | 1918年7月1日   | IRTレキシントン・アベニュー線 (4 5 ) IND8番街線 (A C ) BMTナッソー・ストリート線 (J Z ) BMTブロードウェイ線 (N R W ) コートランド・ストリート駅と接続（デイ・ストリート連絡通路経由） |
| フィナンシャル・ディストリクト                     |                                                                          | ウォール・ストリート駅                                        | 急行線 | 2 3      | 1918年7月1日   | |
| クラーク・ストリート・トンネル                     |                                                                          |                                                               |        |          |                | |
| ブルックリン・ハイツ                               |                                                                          | クラーク・ストリート駅                                        | 急行線 | 2 3      | 1919年4月15日  | |
| ダウンタウン・ブルックリン                         | バリアフリー・アクセス                                                   | ボロー・ホール駅                                              | 急行線 | 2 3      | 1919年4月15日  | IRTイースタン・パークウェイ線 (4 5 ) BMT4番街線 (N R W ) コート・ストリート駅 |
| IRTイースタン・パークウェイ線の緩行線となる (2 3 ) |                                                                          |                                                               |        |          |                | |